# Chase Center
Das Chase Center ist eine Multifunktionsarena in Mission Bay, einem Stadtviertel der US-amerikanischen Großstadt San Francisco im Bundesstaat Kalifornien. Die privatfinanzierte Halle ist seit der NBA-Saison 2019/20 die neue Heimat des Basketball-Franchises der Golden State Warriors aus der National Basketball Association (NBA) und hat rund 500 Mio. US-Dollar gekostet. Auf einem 11 Acre (44.515 m²) großen Grundstück ist ein Sport- und Unterhaltungskomplex entstanden.

## Geschichte
Am 22. Mai 2012 gaben die Golden State Warriors unter anderem in Anwesenheit der Mitbesitzer Joe Lacob und Peter Guber, des damaligen NBA-Commissioner David Stern, San Franciscos Bürgermeister Ed Lee und Kaliforniens Vizegouverneur Gavin Newsom in San Francisco eine Pressekonferenz. Es wurde die Rückkehr des Teams nach San Francisco und den dazugehörigen Bau einer neuen Arena für die Warriors verkündet. Die San Francisco Warriors waren von 1962 bis 1971 in der Stadt beheimatet. Die Warriors Waterfront Arena sollte bis zur NBA-Saison 2017/18 fertiggestellt sein.
Für den Bau wurde ein Gelände am Ufer der Bucht von San Francisco in Nähe der Bay Bridge ausgewählt, unweit des Baseballstadions AT&T Park, in dem die San Francisco Giants (MLB) beheimatet sind. Einen Monat nach der Präsentation der Pläne regte sich Widerstand gegen das Bauvorhaben. Die South Beach-Rincon-Mission Bay Neighborhood Association hatte Bedenken durch den Bau das gemischt genutzte Stadtviertel mit überwiegend Wohnsiedlungen entlang der Embarcadero verändern und seine Familienfreundlichkeit verlieren würde. Im AT&T Park finden jährlich etwa 80 Saisonspiele der Giants statt. In der neuen Halle wären es zwar nur 40 Heimspiele der Warriors, doch in der Arena würden auch Konzerte, Shows und weitere Veranstaltungen stattfinden.
Die Golden State Warriors veröffentlichten im September 2014 erste gerenderte Bilder der neuen Arena. Die Reaktionen auf den Entwurf des Architekturbüros Snøhetta fielen sehr negativ aus, da das Design der Halle einer Toilettenschüssel ähnelte. Im Dezember 2014 stellte man überarbeitete Pläne vor. Für den neuen Entwurf ist das Architekturbüro MANICA Architecture in Zusammenarbeit mit Gensler (Innenausstattung) verantwortlich. Am 27. Januar 2016 wurde bekannt, dass die US-amerikanische Bank JPMorgan Chase & Co. für zwanzig Jahre Namenssponsor der neuen Arena wird.
Die Mission Bay Alliance formierte sich um den Bau der Arena zu verhindern. Sie befürchten durch die Veranstaltungen ein noch höheres Verkehrsaufkommen auf der Straße und in öffentlichen Verkehrsmittel, mehr Lärm, steigende Steuern, verschlechterte Parkplatzsituation und steigende Kriminalität. In der Nähe des Baugrundes liegt das UCSF Children’s Hospital. Mitte Juli 2016 gewannen die Warriors eine Gerichtsverhandlung gegen die Mission Bay Alliance. Der Richter Garrett Wong des Superior Court von San Francisco bestätigte den Umweltverträglichkeitsbericht für die neue Multifunktionsarena.
Am 17. Januar 2017 fand die Zeremonie zum ersten Spatenstich für das Bauprojekt statt. Die treuen Fans in der Region um Oakland fühlen sich mit dem Bau und der folgenden Umsiedlung der Warriors nach San Francisco betrogen. Mitte März des Jahres gaben die Warriors weitere Einzelheiten der Halle bekannt. Die Veranstaltungshalle wird 18.064 Sitzplätze bieten. Zwischen dem Ober- und dem Unterrang wird es einen umlaufenden Ring mit 44 Logen, mit einer durchschnittlichen Fläche von 55 m², geben. In der alten Oracle Arena bieten diese nur rund 25 m². Des Weiteren sind 32 Lounges auf Spielfeldhöhe vorgesehen. Die Zugänge zu den oberen Rängen erlauben einen Blick auf das Spielfeld. So können Besucher, die auf dem Weg zu den Verkaufsständen sind, weiterhin das Spielgeschehen verfolgen. Auf dem 110.000 m² großen Gelände sind über 50.000 m² Büroflächen, mehr als 9.000 m² Verkaufsflächen und über 30.000 m² öffentliche Flächen und Parks sowie 1.000 Parkplätze geplant. Die Finanzierung der Halle lag komplett bei den Warriors; die Halle wird auch durch das Franchise betrieben. Ab der Eröffnung im September 2019 sollen jährlich 200 Veranstaltungen in der neuen Multifunktionsarena stattfinden.
Rund ein halbes Jahr vor Eröffnung haben die Golden State Warriors mit der neuen Arena rund 1,8 Milliarden erwirtschaftet. Durch die Unternehmenspartner wie dem Namenssponsor JPMorgan Chase & Co. sowie Accenture, Pepsi, HPE, United Airlines, RingCentral und Google Cloud wurde diese Summe erzielt.
Im Juni 2019 gaben das NCAA-College-Basketballteam der San Francisco Dons (West Coast Conference) von der University of San Francisco bekannt, dass am 9. November des Jahres ein Double Header mit zwei Spielen im Chase Center stattfinden wird. Die Frauenmannschaft tritt gegen Stanford Cardinal an. Danach trifft die Männermannschaft der Dons auf die Princeton Tigers. Es sollen weitere Partien folgen.
Kurz vor der offiziellen Eröffnung fand die erste Veranstaltung im Chase Center statt. Bei der Versammlung waren u. a. die Handelskammer von San Francisco und andere Mitglieder der Geschäftswelt der Bay Area anwesend. Zuvor wurde im Rahmen einer Zeremonie am 3. September symbolisch das Band durchschnitten.
Die Eröffnung fand am 6. September 2019 statt. Als erste offizielle Veranstaltung gab es ein Konzert der Metal-Band Metallica mit dem Orchester San Francisco Symphony.
Am 5. Oktober 2019 fand die erste Partie der Preseason zwischen den Warriors und den Los Angeles Lakers statt. Es war das erste Spiel der Hausherren in ihrer neuen Heimat. Golden State verlor mit 101:123. Nach der verpatzen Premiere mussten sich die Warriors auch im ersten Heimspiel der Regular Season im Chase Center geschlagen geben. Die Los Angeles Clippers siegten deutlich mit 122:141.
Am 7. November 2023 gab die NBA bekannt, dass das All-Star Game 2025 am 16. Februar des Jahres im Chase Center stattfinden soll.

## Galerie

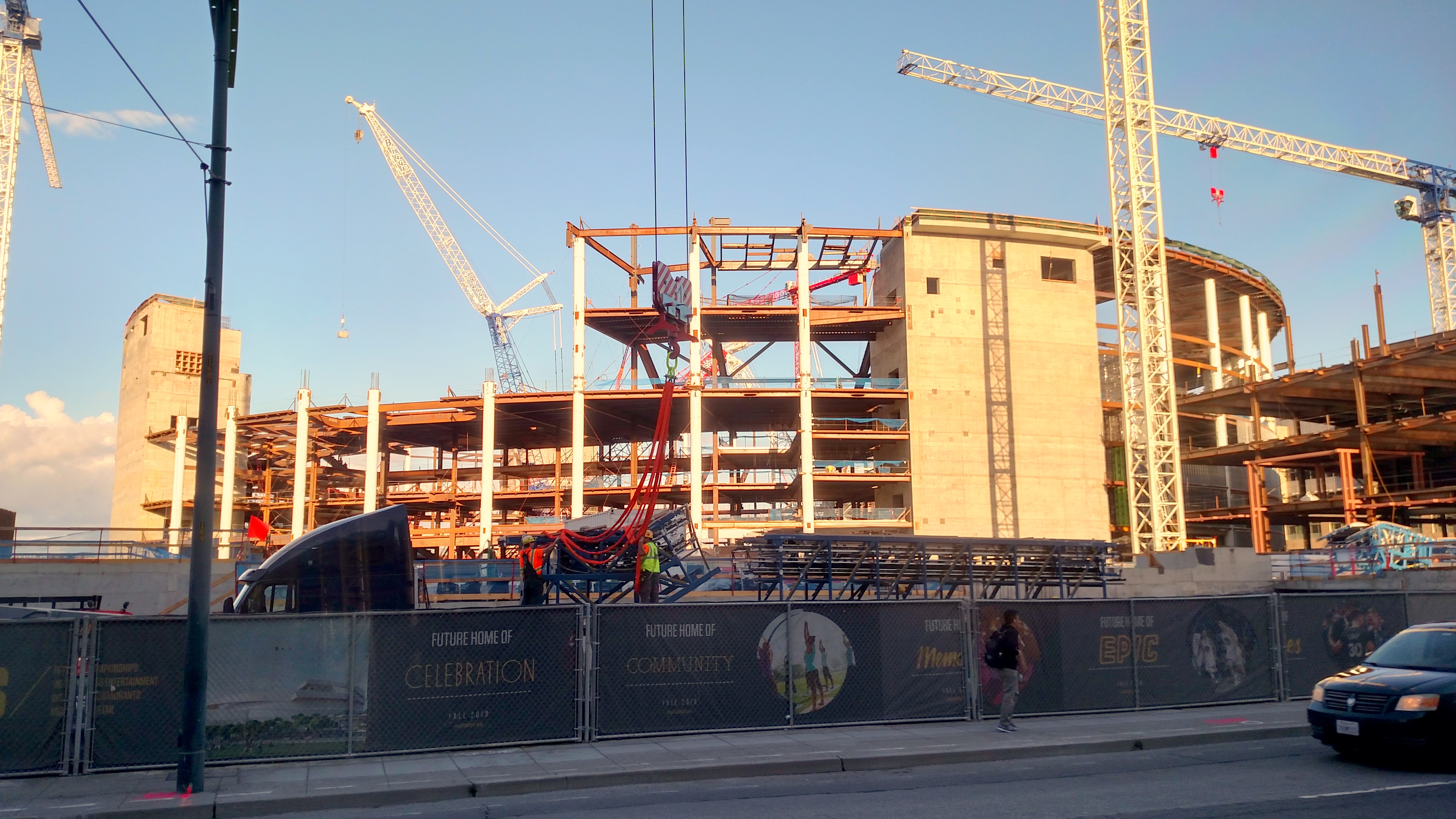
Der Bau im April 2018
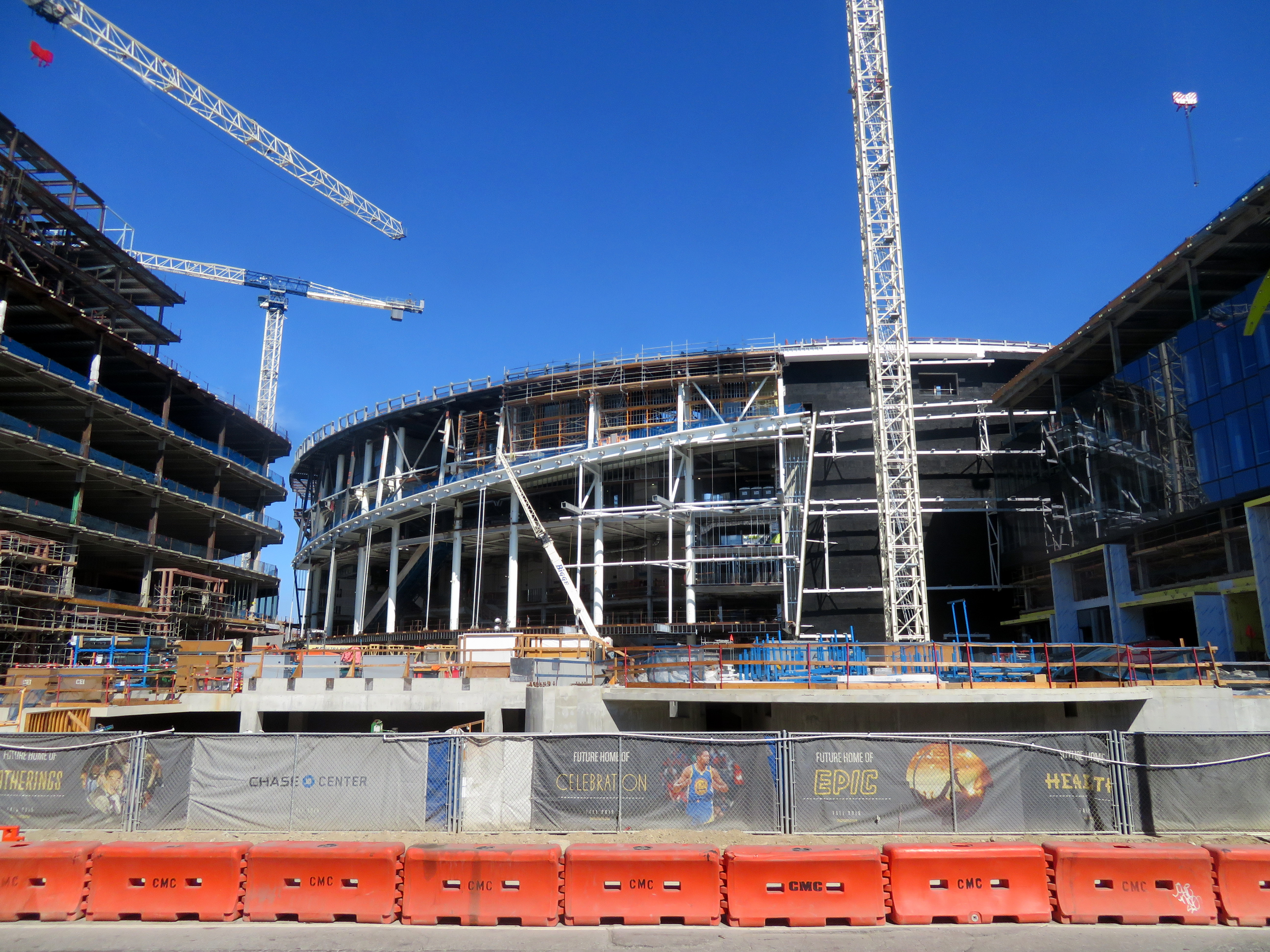
Baustelle im August 2018
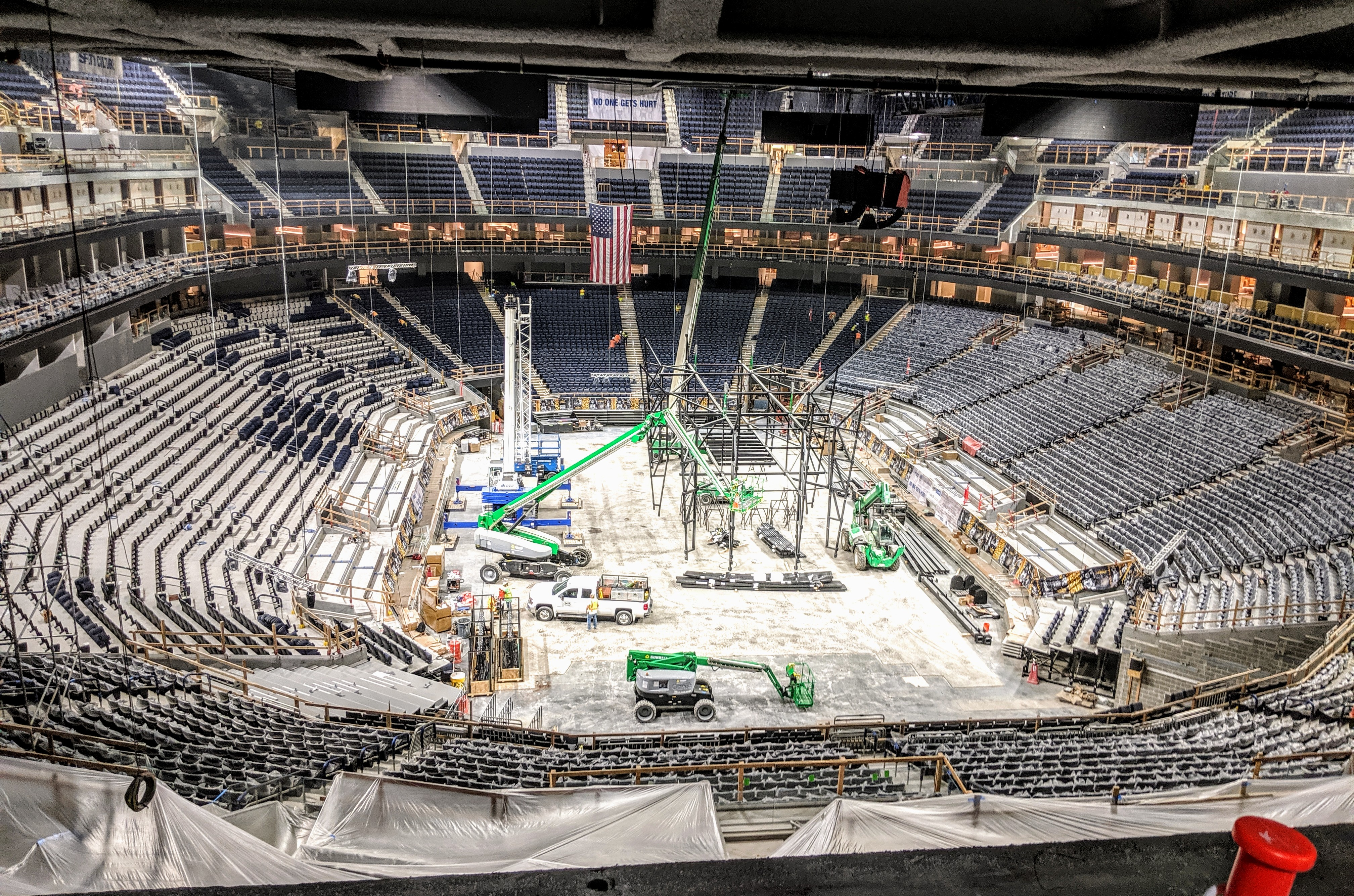
Der Innenraum im Mai 2019
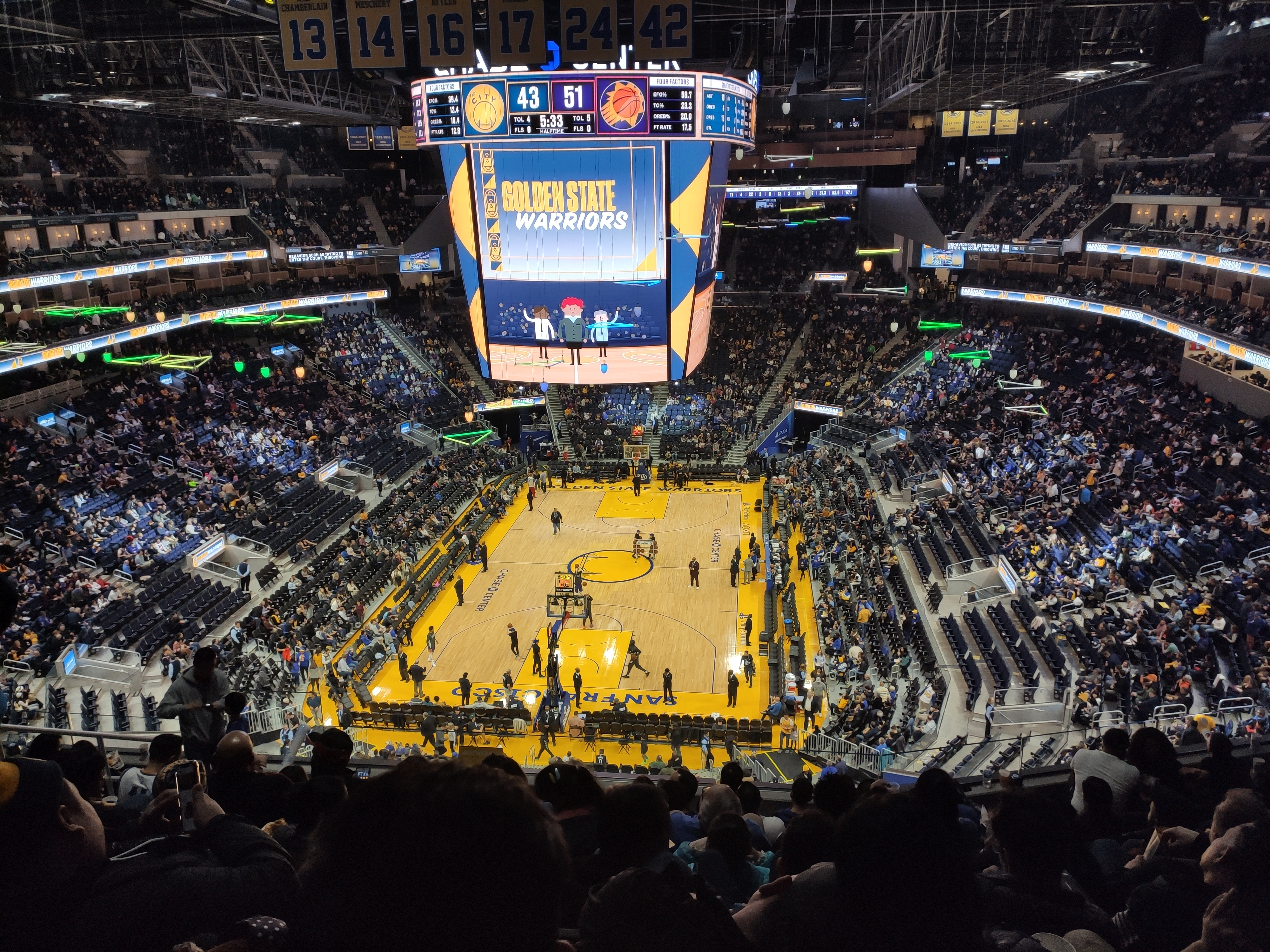
Der Innenraum beim Spiel der Warriors gegen die Phoenix Suns (105:96) am 27. Dezember 2019
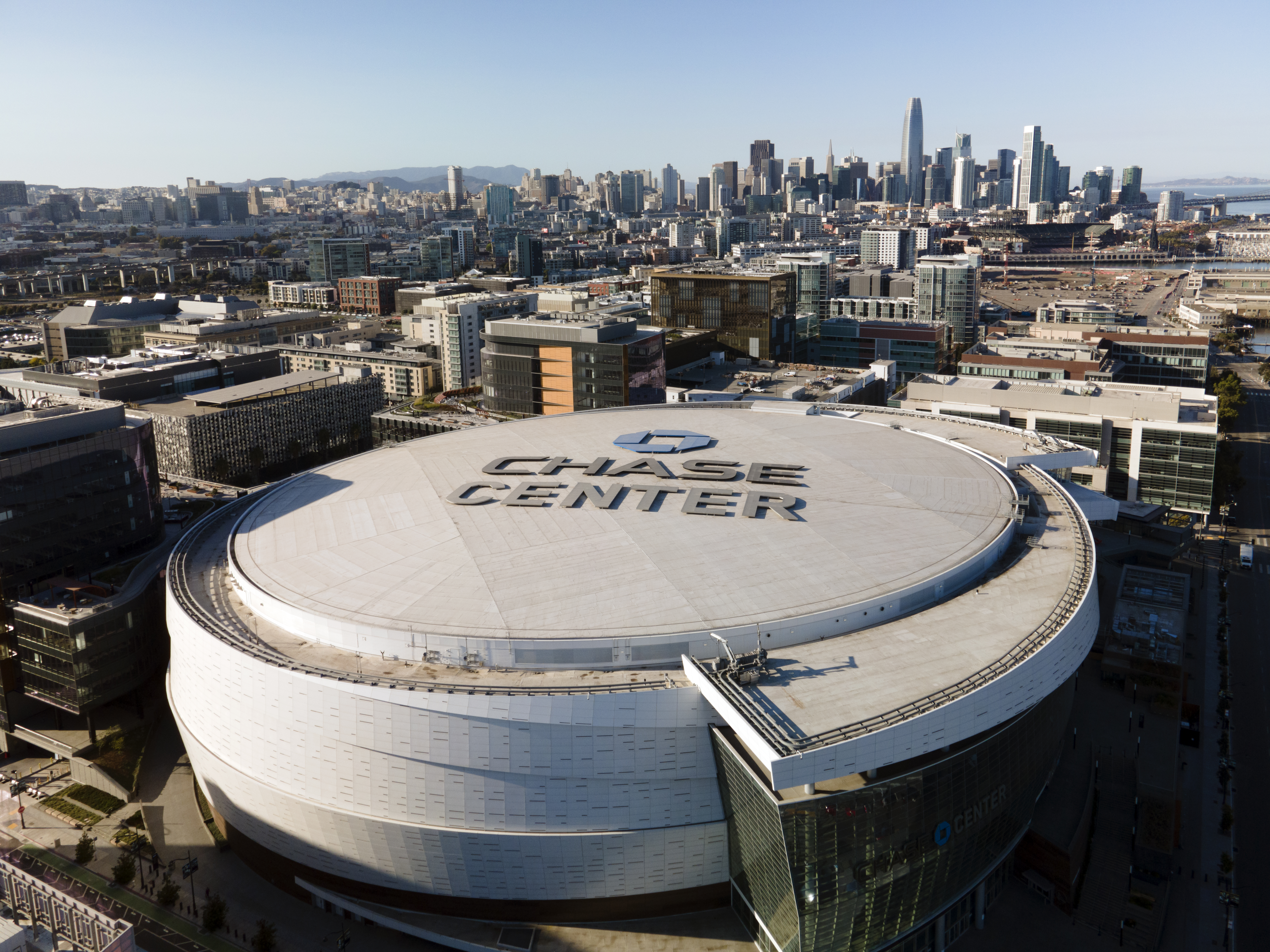
Blick auf das Chase Center (Oktober 2020)